# جون جوستين
جون جوستين (بالإنجليزية: John Heath)‏ (5 يونيو 1936 في المملكة المتحدة - ) هو لاعب كرة قدم بريطاني في مركز حراسة المرمى. لعب مع بلاكبيرن روفرز ونادي بوري ونادي ترانمير روفرز لكرة القدم وويغان أتلتيك.